# Croix-Moligneaux
Croix-Moligneaux és un municipi francès situat al departament del Somme i a la regió dels Alts de França. L'any 2007 tenia 307 habitants.

## Demografia

### Població

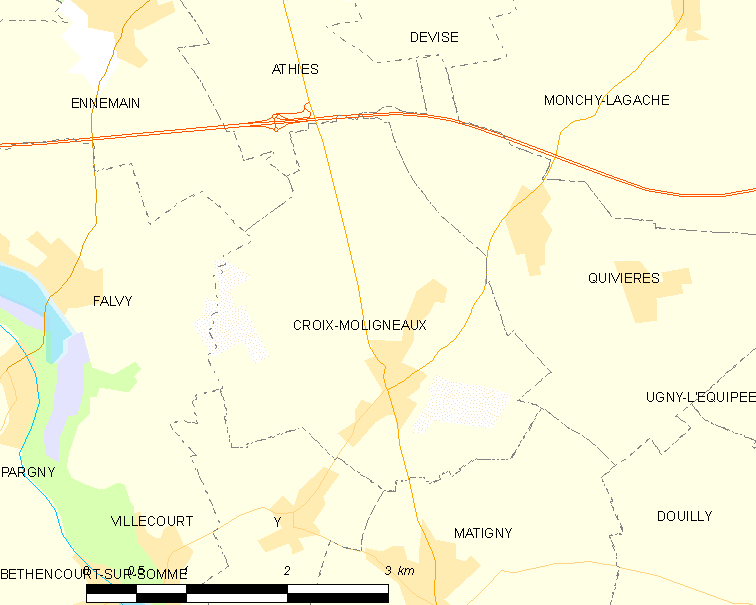
mapa del municipi

El 2007 la població de fet de Croix-Moligneaux era de 307 persones. Hi havia 116 famílies de les quals 32 eren unipersonals (8 homes vivint sols i 24 dones vivint soles), 32 parelles sense fills, 40 parelles amb fills i 12 famílies monoparentals amb fills.
La població ha evolucionat segons el següent gràfic:
Habitants censats

### Habitatges

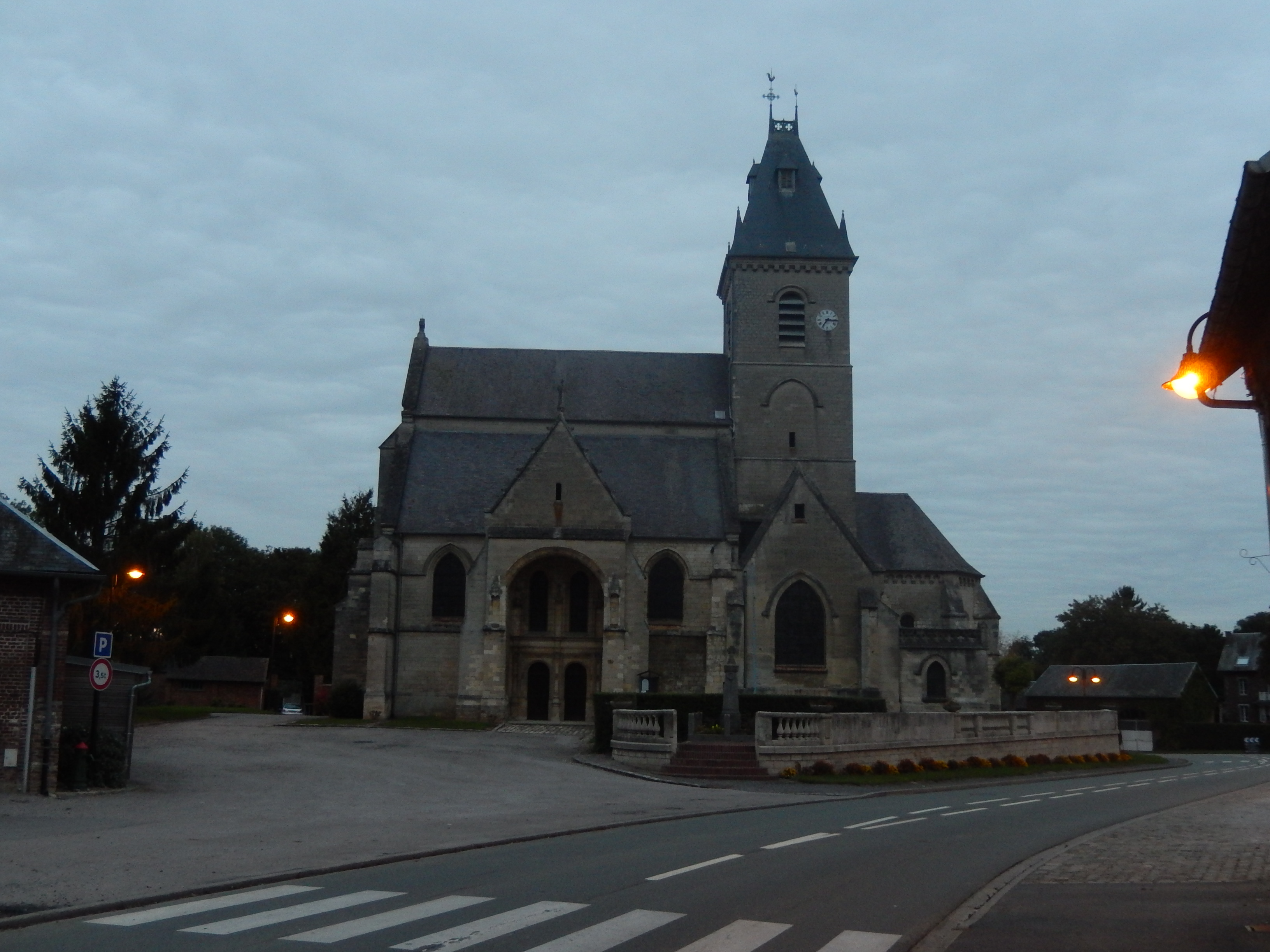

El 2007 hi havia 141 habitatges, 115 eren l'habitatge principal de la família, 9 eren segones residències i 17 estaven desocupats. 134 eren cases i 7 eren apartaments. Dels 115 habitatges principals, 83 estaven ocupats pels seus propietaris, 28 estaven llogats i ocupats pels llogaters i 4 estaven cedits a títol gratuït; 1 tenia una cambra, 3 en tenien dues, 17 en tenien tres, 28 en tenien quatre i 66 en tenien cinc o més. 92 habitatges disposaven pel capbaix d'una plaça de pàrquing. A 58 habitatges hi havia un automòbil i a 46 n'hi havia dos o més.

### Piràmide de població

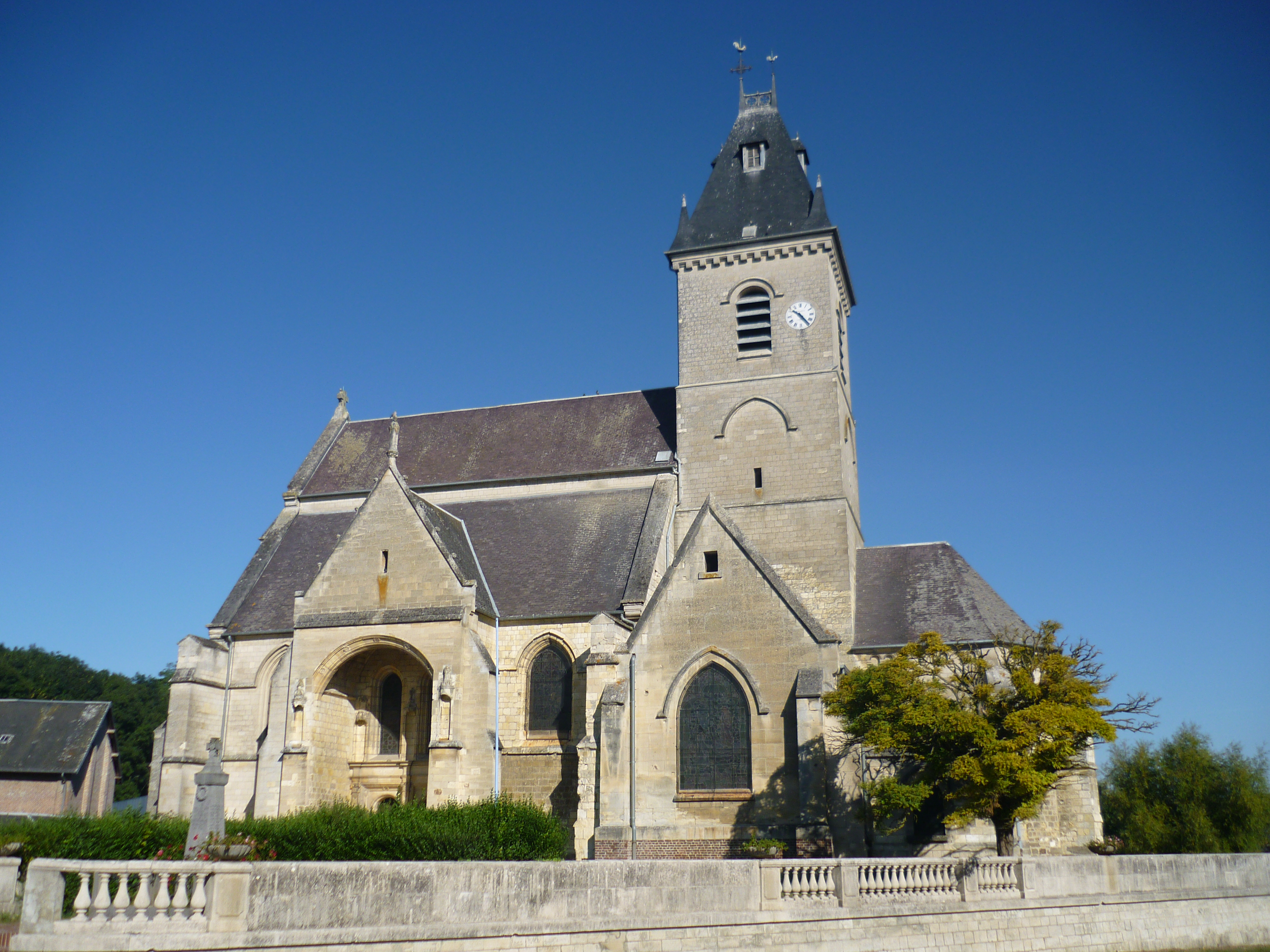

La piràmide de població per edats i sexe el 2009 era:
| Homes | Edats   | Dones |
| ----- | ------- | ----- |
| 0     | 95 o +  | 0     |
| 0     | 90 a 94 | 0     |
| 0     | 85 a 89 | 0     |
| 0     | 80 a 84 | 4     |
| 4     | 75 a 79 | 0     |
| 0     | 70 a 74 | 8     |
| 20    | 65 a 69 | 12    |
| 8     | 60 a 64 | 4     |
| 12    | 55 a 59 | 0     |
| 16    | 50 a 54 | 32    |
| 0     | 45 a 49 | 4     |
| 20    | 40 a 44 | 12    |
| 4     | 35 a 39 | 12    |
| 12    | 30 a 34 | 12    |
| 8     | 25 a 29 | 8     |
| 8     | 20 a 24 | 0     |
| 12    | 15 a 19 | 8     |
| 8     | 10 a 14 | 4     |
| 8     | 5 a 9   | 4     |
| 12    | 0 a 4   | 4     |

## Economia

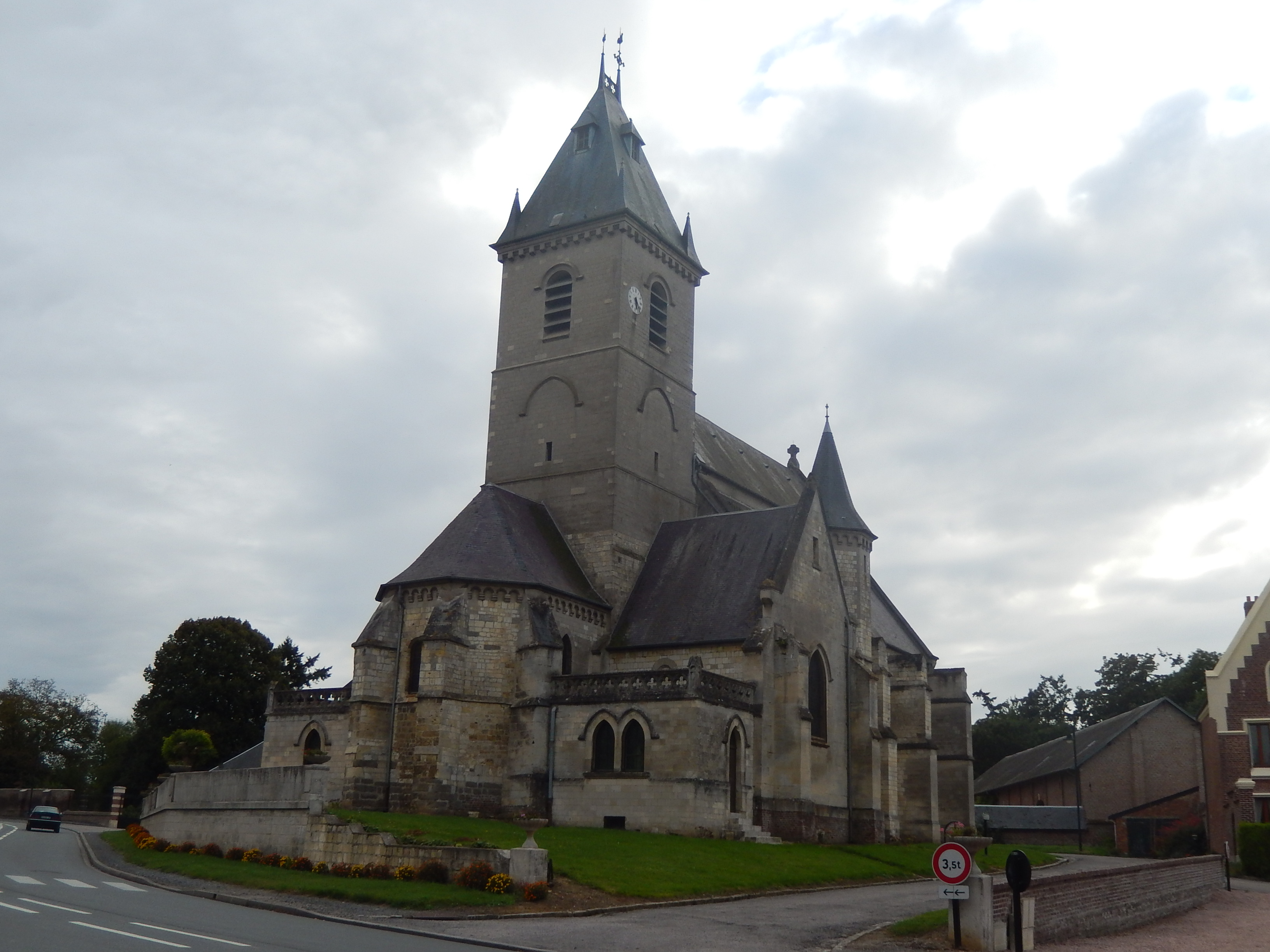

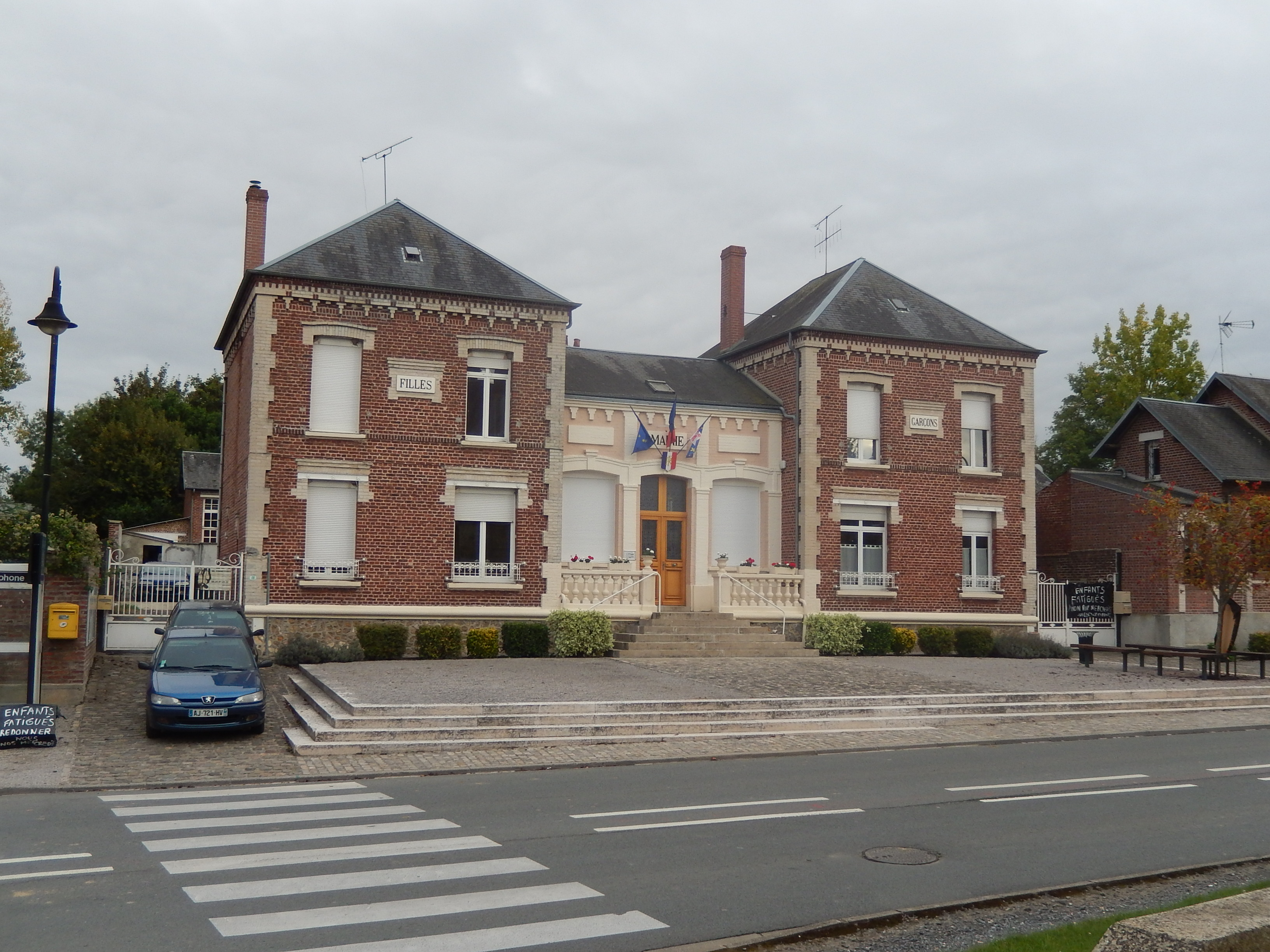

El 2007 la població en edat de treballar era de 206 persones, 147 eren actives i 59 eren inactives. De les 147 persones actives 126 estaven ocupades (74 homes i 52 dones) i 21 estaven aturades (7 homes i 14 dones). De les 59 persones inactives 19 estaven jubilades, 22 estaven estudiant i 18 estaven classificades com a «altres inactius».

### Ingressos
El 2009 a Croix-Moligneaux hi havia 115 unitats fiscals que integraven 313 persones, la mediana anual d'ingressos fiscals per persona era de 14.718 €.

### Activitats econòmiques
Dels 11 establiments que hi havia el 2007, 1 era d'una empresa extractiva, 3 d'empreses de construcció, 1 d'una empresa d'hostatgeria i restauració, 1 d'una empresa financera i 5 d'empreses de serveis.
L'únic servei als particulars que hi havia el 2009 era una lampisteria.
L'any 2000 a Croix-Moligneaux hi havia 10 explotacions agrícoles que ocupaven un total de 1.220 hectàrees.

## Equipaments sanitaris i escolars
El 2009 hi havia una escola elemental integrada dins d'un grup escolar amb les comunes properes formant una escola dispersa.

## Poblacions més properes
El següent diagrama mostra les poblacions més properes.